# 920.
920. je tretje desetletje v 10. stoletju med letoma 920 in 929. 